# Rechtbank Winschoten

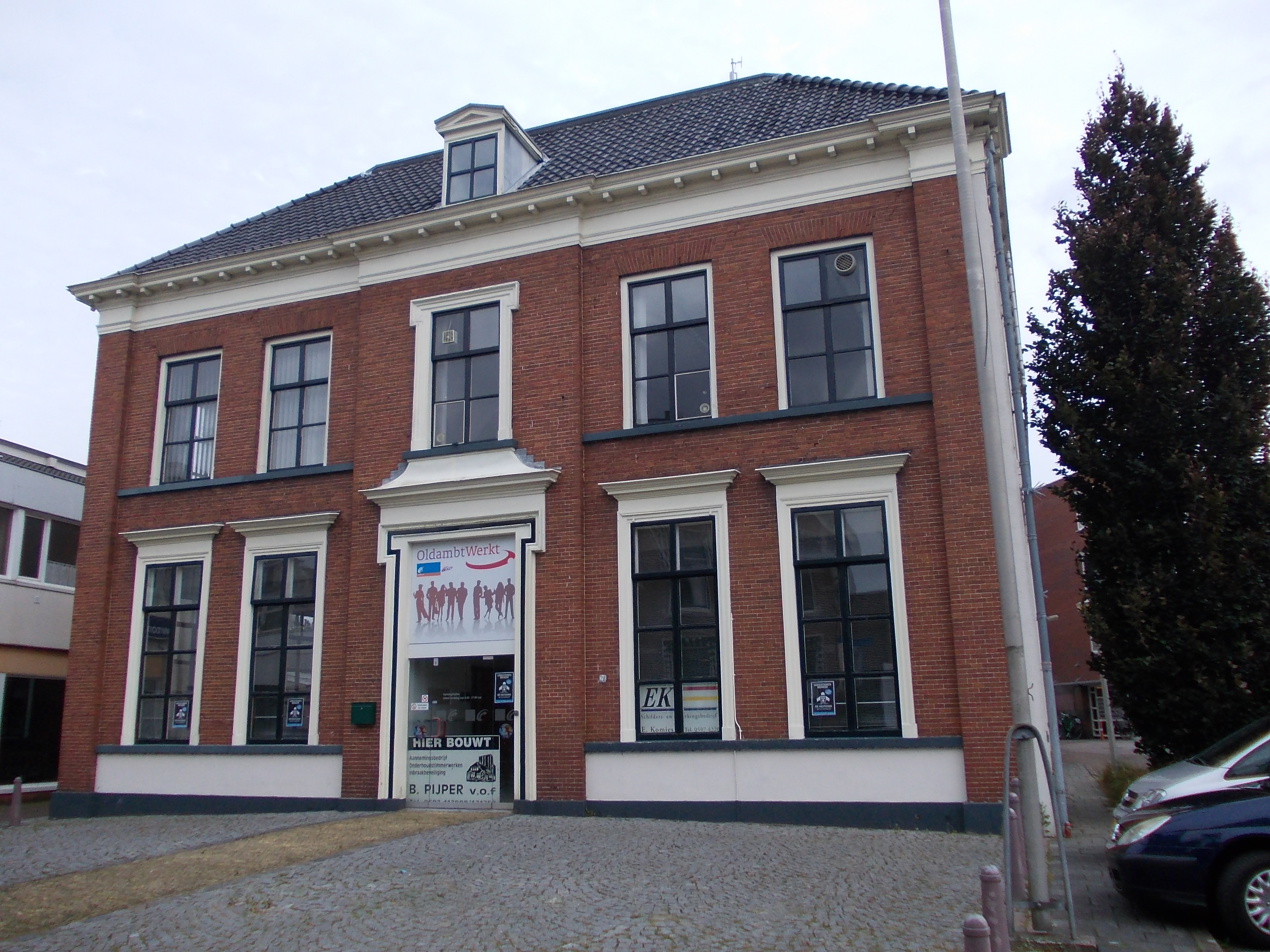
De voormalige rechtbank

De rechtbank Winschoten was tot 1934 een rechtbank in Winschoten in de provincie Groningen. De geschiedenis van de rechtbank gaat terug tot de Franse tijd toen in 1811 Nederland in arrondissementen werd verdeeld. In ieder arrondissement kwam een rechtbank van eerste aanleg. De rechtbank heeft bestaan tot 1934. In dat jaar werd het arrondissement Winschoten opgeheven en bij Groningen gevoegd. In Winschoten bleef nog wel een kantongerecht.

## Het arrondissement
Winschoten was bij de invoering van arrondissementen na Groningen het tweede arrondissement in wat toen nog het departement van de Westereems was. In de Franse jaren maakte ook het nu Duitse deel van het Reiderland deel uit van het arrondissement. Ten tijde van het Koninkrijk was het arrondissement verdeeld in twee kantons:Winschoten en Zuidbroek. Met kleine aanpassingen hebben beide kantons tot 2001 bestaan. De kantons waren als volgt samengesteld:
- kanton Winschoten bestond uit de gemeenten Winschoten, Finsterwolde, Beerta, Nieuweschans, Nieuwe Pekela, Oude Pekela, Wedde, Bellingwolde, Vlagtwedde, Onstwedde (later Stadskanaal).
- kanton Zuidbroek bestond uit de gemeenten: Zuidbroek, Noordbroek (later Oosterbroek), Muntendam, Meeden, Veendam, Wildervank, Scheemda, Nieuwolda, Midwolda, Termunten*, Hoogezand*, Sappemeer*.

* Hoogezand en Sappemeer vormden tot 1877 met Slochteren een eigen kanton dat onder Groningen viel, Termunten werd later bij Delfzijl gevoegd en werd toen deel van kanton Groningen.

## Het gebouw
De voormalige rechtbank aan de Blijhamsterstraat – ontworpen door Isaäc Warnsinck – werd gebouwd in 1845 en werd een jaar later geopend. Het gebouw staat ook bekend als voormalig gemeentehuis omdat de gemeente Winschoten op de benedenverdieping een tweetal ruimtes in gebruik had. Op de eerste verdieping zetelde de rechtbank en tot 1928 ook het kantongerecht. De gemeente vertrok in 1896 naar het nieuwe raadhuis.
Na de sluiting van de rechtbank werd het gebouw in gebruik genomen als arbeidsbureau. In het begin van de 21e eeuw sloot het GAB. Het gebouw is inmiddels een rijksmonument.